# Тобольская биологическая станция РАН
Тобольская биологическая станция РАН — учреждение Российской академии наук, образована 23 июня 1994 года в качестве структурного подразделения Института проблем экологии и эволюции им. А. Н. Северцова РАН.
В момент создания директором станции назначен В. М. Родин.
В 2004 году по решению президиума РАН Тобольская биологическая станция была преобразована в самостоятельное научное подразделение.
Основное направление деятельности ТБС РАН — решение фундаментальных проблем региона в области экологии, радиоэкологии, экотоксикологии, рационального использования природных ресурсов.